# De verwoeste stad
De verwoeste stad is een beeld dat Ossip Zadkine maakte naar aanleiding van het bombardement op Rotterdam. Het is op 15 mei 1953 onthuld en staat op het Plein 1940, aan de Leuvehaven, naast het Maritiem Museum in Rotterdam. Het beeld is een Rijksmonument.
Naar verluidt kreeg Zadkine de inspiratie voor het beeld De verwoeste stad toen hij vanuit Parijs onderweg was naar een vriend, de arts Hendrik Wiegersma, in het Nederlandse Deurne. Toen de trein over het luchtspoor door Rotterdam reed zag hij het weggevaagde centrum van de stad. Hij maakte daarop een gipsmodel van zijn visie op het gebeuren. Willem Sandberg, een bewonderaar van Zadkine, maakte Gerrit van der Wal, directielid van De Bijenkorf, attent op het bestaan van dat model. De directie besloot daarop de stad Rotterdam een bronzen versie van het beeld aan te bieden.
Het beeld is van brons en stelt een menselijke figuur voor zonder hart, symbool voor het hart van Rotterdam dat verloren ging door de brand die uitbrak na het bombardement op Rotterdam. Rotterdam kreeg het beeld als geschenk van de directie van warenhuis De Bijenkorf. Een van de voorwaarden van de schenking was dat het beeld op het Plein 1940 zou komen en enkel op die plaats zou blijven staan.
Het beeld wil de vernietiging van de stad door de Duitsers in herinnering brengen. Zelf zei de kunstenaar over de sculptuur:
"Het [beeld] wil het menselijk lijden belichamen dat een stad moest ondergaan die slechts, met Gods genade, wilde leven en bloeien als een woud. Een kreet van afschuw om de onmenselijke wreedheid van dit beulswerk."
Voor de aanleg van een nieuwe metroboog werd de sculptuur in 1975 blijvend 60 meter verplaatst. In 2005 moest het beeld vanwege bouwwerkzaamheden tijdelijk aan de kant. Er werd van de gelegenheid gebruikgemaakt groot onderhoud uit te voeren. Ter plaatse was daarvoor een restauratieatelier opgericht. Op 14 mei 2007 gaf burgemeester Opstelten De verwoeste stad zijn prominente plaats op het Plein 1940 terug. De Duitse president Horst Köhler legde er bij zijn staatsbezoek aan Nederland in oktober 2007 zoals velen voor hem een krans.
In de loop der jaren heeft het beeld van de Rotterdammers een rits van bijnamen gekregen. Naast "De verwoeste stad" kent men het beeld als "Stad zonder Hart", "Zadkini", "Jan Gat", "Jan met de Handjes" en "Jan met de Jatjes".
Sinds 2018 is het gipsen model voor het beeld in bruikleen van het Rijksmuseum

## Trivia
- Er was enige commotie over de herkomst van de sokkel van het beeld van Zadkine in Rotterdam. Volgens een gerucht, bevestigd door dichter Jana Beranova en journalist Jim Postma, waren de donkere labradorgranieten stenen oorspronkelijk bedoeld voor een gigantisch voetstuk voor een Hitler-standbeeld in Berlijn. Deze stenen werden in 1943 gehakt door vier Nederlandse bedrijven, waaronder de Rotterdamse Steenhouwerij.[5]

## Galerij

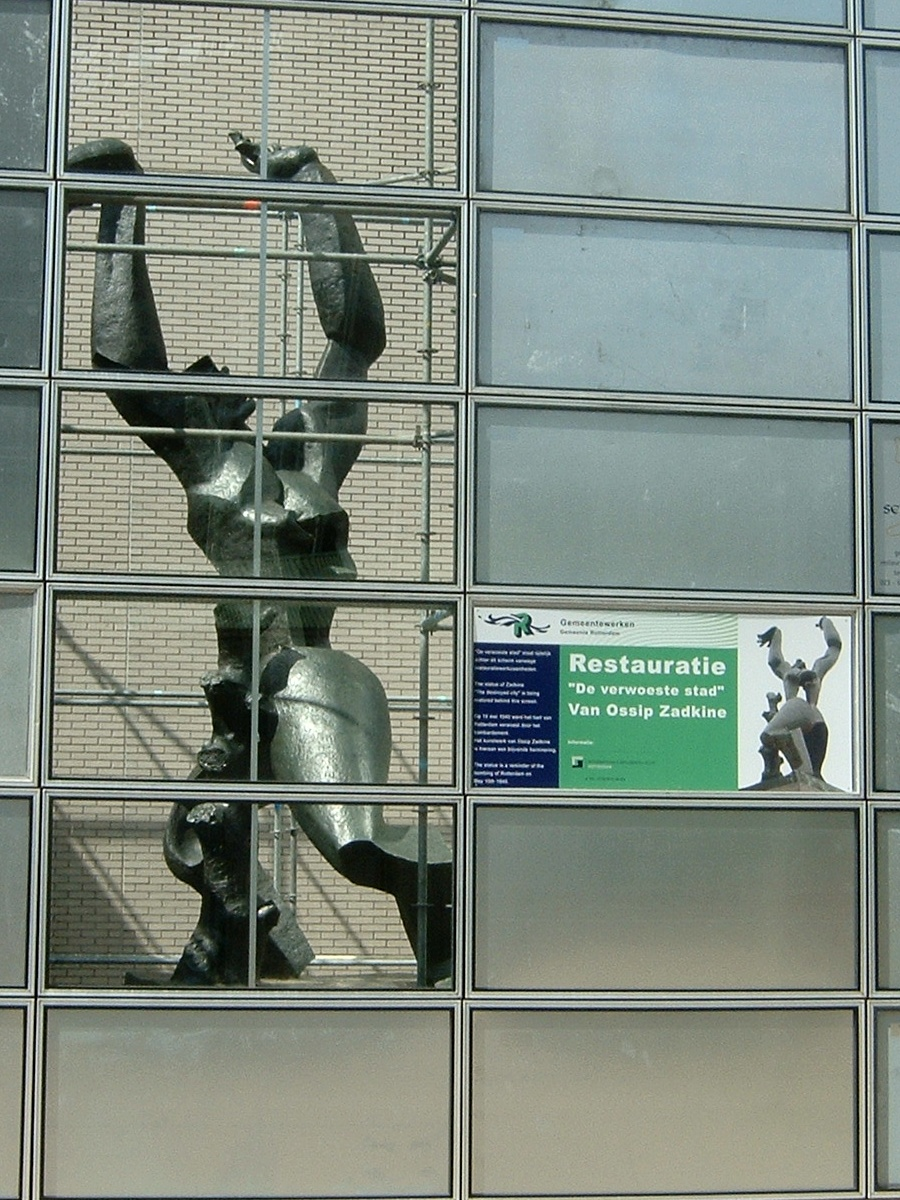
Het beeld in de steigers in 2005
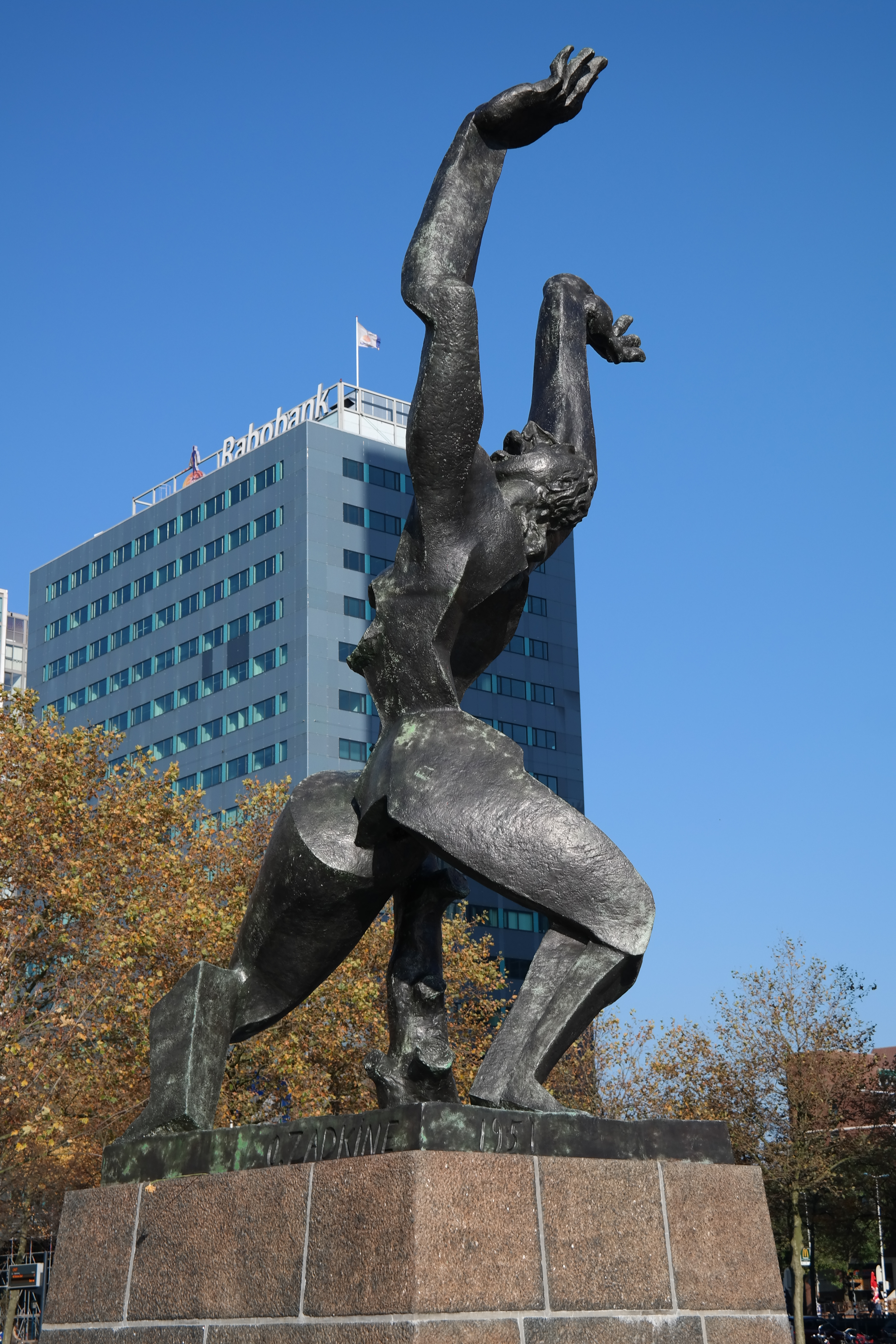
Voor kantoorgebouw Blaak 333 in 2014
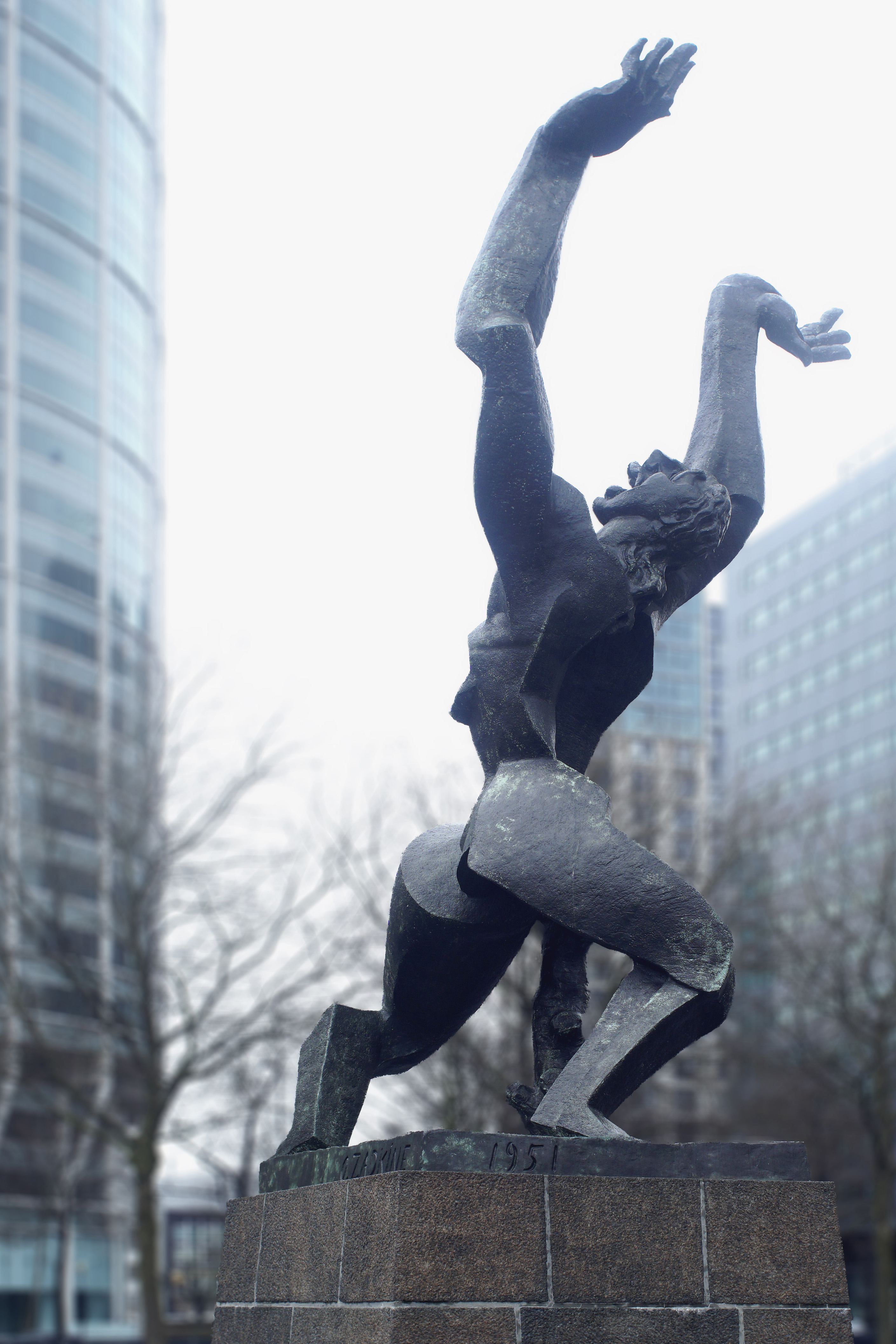
Het beeld op een regenachtige dag in februari 2017
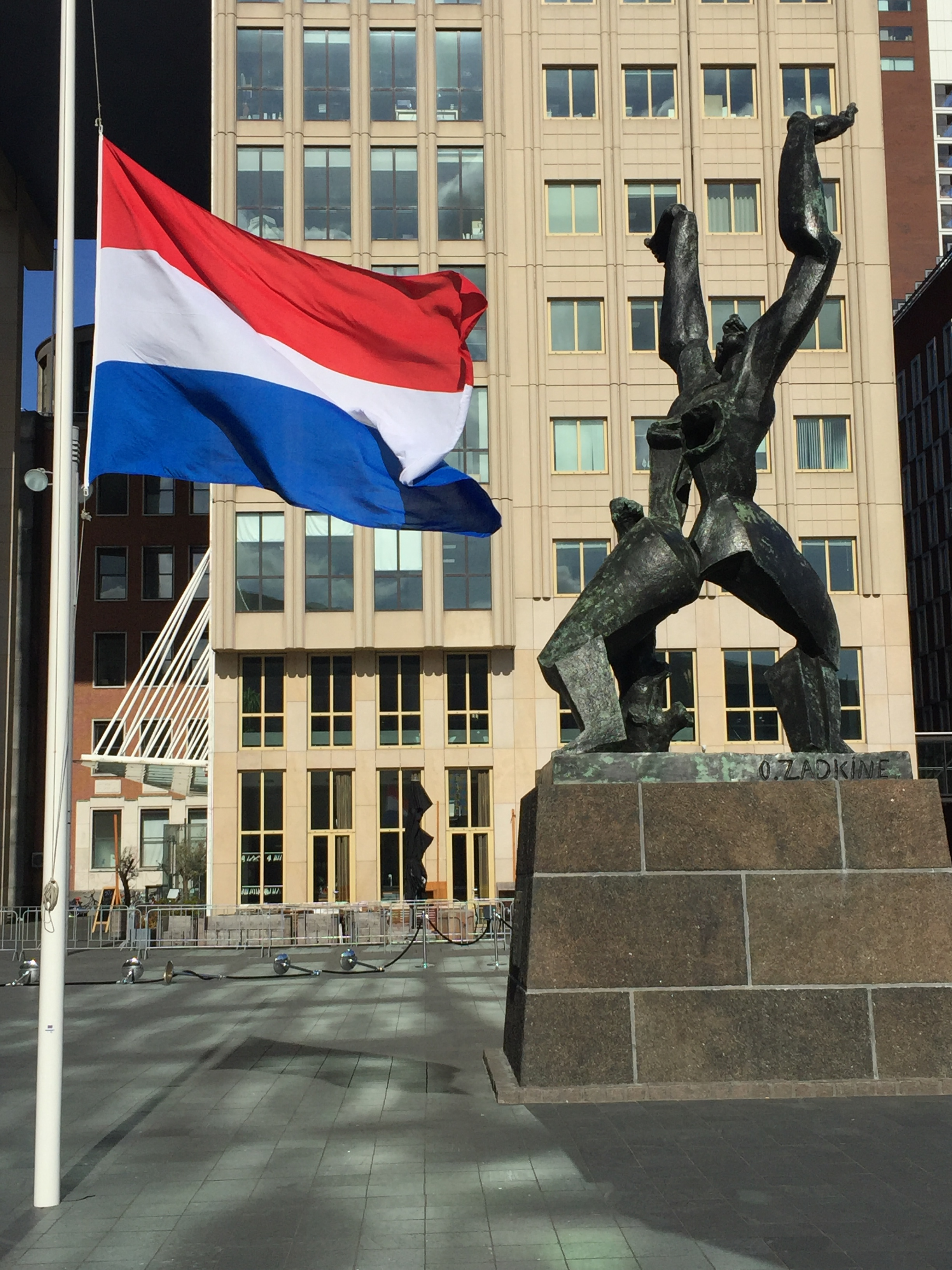
De verwoeste stad in mei 2019